# Madame Giry
Madame Giry è un personaggio immaginario creato da Gaston Leroux per il suo celebre romanzo Il fantasma dell'Opera. Il ruolo che ricopre nel romanzo di Leroux è marginale, ma assume maggior importanza nell'omonimo musical teatrale di Andrew Lloyd Webber.

## Nel romanzo
Il ruolo di Madame Giry nel romanzo originale è piuttosto ristretto, e il personaggio appare pochissimo; tuttavia assume notevole importanza per inquadrare la figura del Fantasma stesso.
Madame Giry è una donna di mezz'età piuttosto rozza e volgare che svolge mansioni da inserviente all'Opéra Garnier; è però l'unica persona in grado di avere rapporti col Fantasma, che, pur non facendosi vedere, con la sola voce le impartisce ordini per raggiungere i suoi scopi senza doversi interfacciare con altre persone. La donna acconsente di buon grado a questa forma di servitù, anche perché il Fantasma le offre in cambio un piccolo salario e la promessa che sua figlia Meg sposerà un barone.
I nuovi proprietari del Teatro, tuttavia, non crederanno alle storie di Madame Giry e la licenzieranno, credendo che siano tutte invenzioni della donna per arricchirsi alle loro spalle. Questo, assieme all'affitto del palco n°5 e al fatto che a Christine sia impedito di cantare come da lui richiesto, porterà il Fantasma a far crollare il lampadario del Teatro, che si schianterà sulla diretta sostituta di Giry.
Dopo questi fatti, che avvengono circa a metà del libro, Madame Giry non rientrerà più in scena e sarà solo nominata fugacemente.

## In “The Phantom of the Opera”
Nel musical "The Phantom of the Opera" di Andrew Lloyd Webber il ruolo di Madame Giry assume notevole importanza rispetto a quello che la donna ricopriva nel romanzo di Leroux. Nel musical è coreografa del corpo di ballo dell'Opéra Garnier, in cui danza anche la figlia Meg. Porta sempre con sé un lungo bastone nero con cui scandisce il tempo per le prove del balletto.
Quando la primadonna Carlotta Giudicelli abbandona il teatro durante le prove dell'Hannibal di Chalumeau, è madame Giry a proporre Christine Daaé come sostituta per il ruolo principale. Riceve numerose lettere dal Fantasma dell'Opera, che le invia i suoi ordini.
È stata Madame Giry a salvare il Fantasma da bambino, quando era un fenomeno da baraccone in un circo, e a portarlo nei sotterranei del teatro dell'Opera. Nel finale del musical (Down Once More/Track Down This Murderer) conduce il visconte Raoul nei sotterranei del teatro, per premettergli di salvare l'amata soprano Christine Daaé dalle grinfie del Fantasma dell'Opera.

### Nel film del musical
Nel film del 2004 “Il Fantasma dell'opera” tratto dal musical di Webber, il ruolo di Madame Giry, interpretata da Miranda Richardson, è ulteriormente espanso. Infatti è lei che porta la piccola Christine appena orfana nel corpo di ballo del teatro, e il suo rapporto col Fantasma risulta più stretto: Giry è una vera e propria complice, che chiude a chiave dall'esterno il camerino di Christine prima del loro incontro. Inoltre è presente un flashback che spiega come fu proprio lei a salvare il Fantasma dal circo dove viveva.
Nella scena iniziale, ambientata molti anni dopo la vicenda principale, compare una "Madame Giry" più vecchia, interpretata dalla stessa Miranda Richardson. Inizialmente si supponeva che si trattasse di Meg, ma nel commento ufficiale del regista Joel Schumacher questi spiega che è la vera Madame Giry, poco invecchiata nonostante i molti anni trascorsi.

## In “Love Never Dies"
Nel musical "Love Never Dies" di Andrew Lloyd Webber del 2010, seguito di “The Phantom of the Opera”, Madame Giry è uno dei pochi personaggi del prequel a restare.
Dieci anni dopo i tragici avvenimenti sono riportati nel finale del prequel, e Madame e la figlia Meg si trovano a Coney Island, nel gigantesco Lunapark costruito dal Fantasma. Madame Giry ha aiutato il Fantasma a fuggire dai sotterranei dell'Opera ed è fuggita con lui a New York.
Ma Madame è preoccupata dal fatto che il figlio adottivo abbia invitato Christine Daaé, sotto falso nome, a cantare un'aria da lui scritta nel teatro del Lunapark.
Quando Christine arriverà negli Stati Uniti con Raoul ed il figlio Gustave, il Fantasma scopre che il bambino, di appena dieci anni, non è il figlio del visconte, bensì suo. Madame Giry farà di tutto per ostacolare il Fantasma, desideroso di avere proprio figlio, per evitare che tutto il suo patrimonio vada al bambino anziché a lei ed alla figlia. Diventa quindi la principale antagonista del musical.
Nel romanzo di Frederick Forsyth "Il fantasma di Manhattan", la cui trama verrà ripresa per "Love Never Dies", Madame Giry muore per un cancro all'inizio del romanzo, e si scopre che il suo vero nome di battesimo è Antoniette.